# Utilitarian
Utilitarian – czternasty album studyjny brytyjskiego zespołu Napalm Death. Wydawnictwo ukazało się 27 lutego 2012 roku nakładem wytwórni muzycznej Century Media Records. Premierę płyty poprzedził singel Analysis Paralysis wydany 12 stycznia 2012 roku.
Narania zostały zarejestrowane, wyprodukowane i zmiksowane pomiędzy majem a listopadem 2011 roku w Parlour Studios w Kettering, Northamptonshire w Anglii. Partie saksofonu zostały nagrane w EastSide Sound w Nowym Jorku w Stanach Zjednoczonych. Gościnnie na albumie wystąpił amerykański muzyk jazzowy John Zorn. Materiał był promowany teledyskami do utworów "Analysis Paralysis" i "The Wolf I Feed", które wyreżyserowali, odpowiednio Mitch Harris i Tim Fox.
Album dotarł do 43. miejsca listy Billboard Independent Albums w Stanach Zjednoczonych sprzedając się w nakładzie niewiele ponad 4 tys. egzemplarzy w pięć tygodni od dnia premiery.

## Lista utworów
Opracowano na podstawie materiały źródłowego.
1. "Circumspect" (muz. Mitch Harris) - 2:09 (utwór instrumentalny)
2. "Errors In The Signals" (muz. i sł. Mark "Barney" Greenway, Mitch Harris) - 3:00
3. "Everyday Pox" (muz. i sł. Mark "Barney" Greenway, Shane Embury) - 2:10
4. "Protection Racket" (muz. i sł. Mark "Barney" Greenway, Shane Embury) - 3:52
5. "The Wolf I Feed" (muz. i sł. Mark "Barney" Greenway, Mitch Harris) - 2:50
6. "Quarantined" (muz. i sł. Mark "Barney" Greenway, Mitch Harris) - 2:46
7. "Fall On Their Swords" (muz. i sł. Mark "Barney" Greenway, Mitch Harris) - 3:55
8. "Collision Course" (muz. i sł. Shane Embury) - 3:12
9. "Orders Of Magnitude" (muz. i sł. Mitch Harris) - 3:19
10. "Think Tank Trials" (muz. i sł. Mark "Barney" Greenway, Mitch Harris) - 2:25
11. "Blank Look About Face" (muz. i sł. Mark "Barney" Greenway, Mitch Harris) - 3:09
12. "Leper Colony" (muz. i sł. Mark "Barney" Greenway, Shane Embury) - 3:20
13. "Nom De Guerre" (muz. i sł. Mark "Barney" Greenway, Mitch Harris) - 1:05
14. "Analysis Paralysis" (muz. i sł. Mark "Barney" Greenway, Mitch Harris) - 3:20
15. "Opposites Repellent" (muz. i sł. Mark "Barney" Greenway, Shane Embury) - 1:22
16. "A Gag Reflex" (muz. i sł. Mark "Barney" Greenway, Mitch Harris) - 3:27

## Notowania
| Lista                        | Kraj              | Pozycja |
| ---------------------------- | ----------------- | ------- |
| SNEP                         | Francja           | 80      |
| Suomen virallinen lista      | Finlandia         | 25      |
| Schweizer Hitparade          | Szwajcaria        | 88      |
| Media Control Charts         | Niemcy            | 74      |
| Billboard Independent Albums | Stany Zjednoczone | 43      |
| Billboard Heatseekers Albums | Stany Zjednoczone | 14      |
| UK Albums Chart              | Wielka Brytania   | 157     |
| Oricon                       | Japonia           | 286     |